# District de Kiskunhalas
Le district de Kiskunhalas (en hongrois : Kiskunhalasi járás) est un des 11 districts du comitat de Bács-Kiskun en Hongrie. Créé en 2013, il rassemble 6 localités dont Kiskunhalas, le chef-lieu du district.
Cette entité existait déjà entre les réformes territoriales de 1950 et 1983, l'année où les districts ont été supprimés.

## Localités
| Nom           | Statut  | Superficie (km²) | Population (2013) |
| ------------- | ------- | ---------------- | ----------------- |
| Kiskunhalas   | Ville   | 227,58           | 28 101            |
| Tompa         | Ville   | 81,57            | 4 423             |
| Balotaszállás | Commune | 104,94           | 1 492             |
| Harkakötöny   | Commune | 52,70            | 862               |
| Kelebia       | Commune | 66,70            | 2 600             |
| Kisszállás    | Commune | 92,05            | 2 429             |
| Kunfehértó    | Commune | 78,37            | 2 121             |
| Pirtó         | Commune | 34,50            | 930               |
| Zsana         | Commune | 87,94            | 777               |